# Chris Pine
Christopher Whitelaw Pine (Los Angeles, 26 agosto 1980) è un attore statunitense, noto in particolar modo per aver interpretato il ruolo di James T. Kirk nei film Star Trek, Into Darkness - Star Trek e Star Trek Beyond, undicesima, dodicesima e tredicesima pellicola del franchise Star Trek.

## Biografia
Figlio degli attori Robert Pine (noto per il suo importante ruolo nella serie televisiva CHiPs) e Gwynne Gilford, sua nonna era l'attrice Anne Gwynne. Ha una sorella, Katherine. Dopo aver studiato presso l'università della California a Berkeley, debutta nel 2003 in un episodio di E.R. - Medici in prima linea e CSI: Miami. Nello stesso anno compare accanto a Simon Baker in un episodio della terza stagione di The Guardian. Il primo ruolo importante arriva nel 2004 nella commedia Principe azzurro cercasi con Anne Hathaway, mentre lavora ancora per la televisione partecipando ad un episodio di Six Feet Under e American Dreams. Nel 2006 è coprotagonista al fianco di Lindsay Lohan in Baciati dalla sfortuna. Nello stesso anno interpreta un ragazzo non vedente in Appuntamento al buio e ottiene un ruolo nel film Smokin' Aces di Joe Carnahan.
Nel 2008 recita nel film Bottle Shock, mentre nel 2009 ottiene il ruolo principale del giovane capitano James T. Kirk in Star Trek, undicesima pellicola della saga. Pine è poi scelto per interpretare il ruolo principale nel film Lanterna Verde (2011), ma il ruolo va a Ryan Reynolds. A fine 2009 recita al fianco di Denzel Washington nel thriller d'azione Unstoppable - Fuori controllo. Nei primi giorni del dicembre 2009 la Paramount Pictures, con un comunicato ufficiale, comunica che Chris Pine sarà il nuovo Jack Ryan, il popolare analista della CIA nato dalla penna di Tom Clancy. Pine è il quarto attore ad interpretare Jack Ryan, dopo Alec Baldwin, Harrison Ford e Ben Affleck.
Torna al cinema nel 2012 con il film Una spia non basta con Tom Hardy e Reese Witherspoon. Nel 2013 torna a vestire i panni del capitano Kirk in Into Darkness - Star Trek. Nell'ottobre 2013 diventa ufficiale il suo ingresso nel cast del sequel di Come ammazzare il capo... e vivere felici. Compare nel video del singolo di Paul McCartney Queenie Eye, uscito nell'ottobre 2013. Nel 2014 viene scelto come testimonial del profumo Armani Code. Nel 2014 recita anche nella parte del principe azzurro di Cenerentola nel film Into the Woods, uscito nelle sale italiane il 2 aprile 2015. Nel 2016 ritorna a vestire i panni del capitano Kirk nel film Star Trek Beyond. Nel 2017 interpreta il capitano Steve Trevor, l'interesse amoroso di Wonder Woman nell'omonimo film del DC Extended Universe, ruolo che riprende nel sequel Wonder Woman 1984. Dal 2018 doppia Peter Parker (Ultimate Spider-Man I) nei film d'animazione Spider-Man - Un nuovo universo e Spider-Man: Across the Spider-Verse e il malvagio Re Magnifico nel nuovo film animato Disney Wish (2023).

## Filmografia

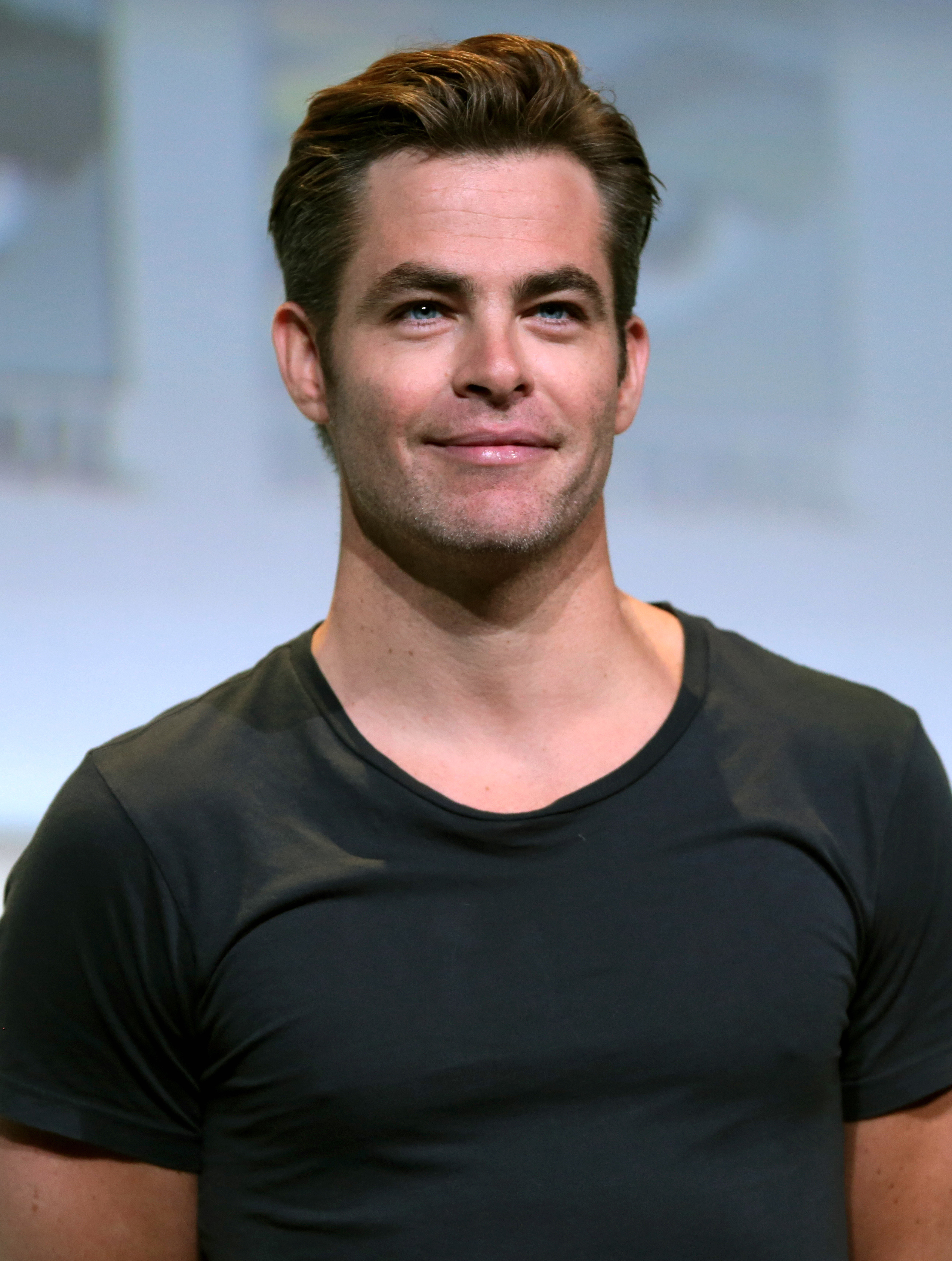
Chris Pine al San Diego Comic-Con International 2016

### Attore

#### Cinema
- Principe azzurro cercasi (The Princess Diaries 2: Royal Engagement), regia di Garry Marshall (2004)
- Confession, regia di Jonathan Meyers (2005)
- Baciati dalla sfortuna (Just My Luck), regia di Donald Petrie (2006)
- Appuntamento al buio (Blind Dating), regia di James Keach (2006)
- Smokin' Aces, regia di Joe Carnahan (2007)
- Bottle Shock, regia di Randall Miller (2008)
- Star Trek, regia di J. J. Abrams (2009)
- Carriers - Contagio letale (Carriers), regia di Àlex e David Pastor (2009)
- Un amore alle corde (Small Town Saturday Night), regia di Ryan Craig (2010)
- Unstoppable - Fuori controllo (Unstoppable), regia di Tony Scott (2010)
- The Captains, regia di William Shatner - documentario (2011)
- Una spia non basta (This Means War), regia di McG (2012)
- Una famiglia all'improvviso (People Like Us), regia di Alex Kurtzman (2012)
- Into Darkness - Star Trek (Star Trek into Darkness), regia di J. J. Abrams (2013)
- Jack Ryan - L'iniziazione (Jack Ryan: Shadow Recruit), regia di Kenneth Branagh (2014)
- Come ammazzare il capo 2 (Horrible Bosses 2), regia di Sean Anders (2014)
- Into the Woods, regia di Rob Marshall (2014)
- Stretch - Guida o muori (Stretch), regia di Joe Carnahan (2014)
- Sopravvissuti (Z for Zachariah), regia di Craig Zobel (2015)
- L'ultima tempesta (The Finest Hours), regia di Craig Gillespie (2016)
- Hell or High Water, regia di David Mackenzie (2016)
- Star Trek Beyond, regia di Justin Lin (2016)
- Wonder Woman, regia di Patty Jenkins (2017)
- Nelle pieghe del tempo (A Wrinkle in Time), regia di Ava DuVernay (2018)
- Outlaw King - Il re fuorilegge (Outlaw King), regia di David Mackenzie (2018)
- Wonder Woman 1984, regia di Patty Jenkins (2020)
- La cena delle spie (All the Old Knives), regia di Janus Metz (2022)
- The Contractor, regia di Tarik Saleh (2022)
- Don't Worry Darling, regia di Olivia Wilde (2022)
- Dungeons & Dragons - L'onore dei ladri (Dungeons & Dragons: Honor Among Thieves), regia di Jonathan Goldstein e John Francis Daley (2023)
- Poolman, regia di Chris Pine (2023)

#### Televisione
- E.R. - Medici in prima linea (ER) – serie TV, episodio 9x16 (2003)
- The Guardian – serie TV, episodio 3x07 (2003)
- CSI: Miami – serie TV, episodio 2x10 (2003)
- American Dreams – serie TV, episodio 3x09 (2004)
- Six Feet Under – serie TV, episodio 5x02 (2005)
- Arrenditi Dorothy (Surrender Dorothy) – film TV, regia di Charles McDougall (2006)
- Wet Hot American Summer: First Day of Camp – miniserie TV, 5 episodi (2015)
- Angie Tribeca – serie TV, 3 episodi (2017)
- Breakthrough – serie TV, un episodio (2017)
- I Am the Night – miniserie TV, 6 episodi (2019)

#### Videoclip
- All I Want di The Ivy Walls (2012)
- Queenie Eye di Paul McCartney (2013)

### Doppiatore
- Beyond All Boundaries, regia di David Briggs (2009) - Cortometraggio
- Quantum Quest: A Cassini Space Odyssey, regia di Harry 'Doc' Kloor e Dan St. Pierre (2010)
- Le 5 leggende (Rise of the Guardians), regia di Peter Ramsey (2012)
- SuperMansion – serie TV, 5 episodi (2015-2017)
- Spider-Man - Un nuovo universo (Spider-Man: Into the Spider-Verse), regia di Peter Ramsey, Bob Persichetti e Rodney Rothman (2018)
- Spider-Man: Across the Spider-Verse, regia di Joachim Dos Santos, Justin K Thompson e Kemp Powers (2023)
- Wish, regia di Chris Buck e Fawn Veerasunthorn (2023)

### Produttore
- I Am the Night – miniserie TV, 6 episodi (2019)
- La cena delle spie (All the Old Knives), regia di Janus Metz (2022)

## Teatro
- Once in a Lifetime di Moss Hart e George S. Kaufman, regia di Michael Greif. Williamstown Theatre Festival di Williamstown (2002)
- Re cervo di Carlo Gozzi, regia di Carolyn Cantor. Buxton Field di Williamstown (2002)
- The Atheist di Ronan Noone, regia di David Sullivan. Center Stage dell'Off-Broadway (2006)
- Fat Pig di Neil LaBute, regia di Jo Bonney. Audrey Skirball Kenis Theatre di Los Angeles (2007)
- Ferragut North di Beau Willimon, regia di Doug Hughes. Geffen Playhouse di Los Angeles (2009)
- Il tenente di Inishmore di Martin McDonagh, regia di Wilson Milam. Mark Taper Forum di Los Angeles (2010)

## Discografia

### Partecipazioni
- 2014 - AA.VV. Into The Woods
- 2016 - Barbra Streisand Encore: Movie Partners Sing Broadway
- 2017 - Barbra Streisand The Music... The Mem'ries... The Magic! (Live In Concert)

## Doppiatori italiani
Nelle versioni in italiano delle opere in cui ha recitato, Chris Pine è stato doppiato da:
- Stefano Crescentini in Smokin' Aces, Star Trek, Carriers - Contagio letale, Una famiglia all'improvviso, Into Darkness - Star Trek, Jack Ryan - L'iniziazione, Come ammazzare il capo 2, Stretch - Guida o muori, Sopravvissuti, Wet Hot American Summer: First Day of Camp, Wet Hot American Summer: Ten Years Later, Star Trek Beyond, Angie Tribeca, Wonder Woman, Wonder Woman 1984, La cena delle spie, The Contractor, Don't Worry Darling, Dungeons & Dragons - L'onore dei ladri, Poolman
- Marco Vivio in Principe azzurro cercasi, Una spia non basta, Into the Woods, L'ultima tempesta, Hell or High Water, Nelle pieghe del tempo, Outlaw King - Il re fuorilegge
- Emiliano Coltorti in Baciati dalla sfortuna, Arrenditi Dorothy
- Nanni Baldini in CSI: Miami
- Simone D'Andrea in Appuntamento al buio
- Francesco Pezzulli in Unstoppable - Fuori controllo
- Daniele Raffaeli in Un amore alle corde

Da doppiatore è sostituito da:
- Andrea Mete in Le 5 leggende
- Jacopo Venturiero in Spider-Man - Un nuovo universo, Spider-Man - Across the Spider-Verse
- Michele Riondino in Wish (dialoghi)
- Marco Manca in Wish (canto)